# Odense Open Water
Odense Open Water er et tidligere triatlon- og åbent vand-svømmearrangement som blev arrangeret af Odense Triatlon Klub, Ringe Svømmeklub, Odense Svømme- og Livredningsforening, Odense Kajakklub og Dansk Svømmeunion. Arrangementet foregik i Stige Kanal, med start ved Odense Kajakklubs klubhus. Der blev bl.a. svømmet Danmarksmesterskaber på 10 km åbent vand-svømning.
Odense Open Water blev afviklet i 2006 og 2007, i 2008 blev det aflyst, da der ikke kunne garanteres for vandkvaliteten.

## Distancer
- 1000 m svømning
- 5000 m svømning
- 10.000 m svømning (DM)
- Triatlon: 750 m svømning, 20 km cykling, 5 km løb
- Duatlon: 5 km løb, 20 km cykling, 2,5 km løb